# Kazakmys Sätbajew (hokej na lodzie)
Kazakmys Sätbajew (ros. Казахмыс Сатпаев) – kazachski klub hokejowy z siedzibą w Sätbajew.

## Historia
Dotychczasowe nazwy
- Stroitiel Karaganda (1966–1980)
- Awtomobilist Karaganda (1980-1993)
- Stroitiel Karaganda (1993-1995)
- Bułat Karaganda (1995-1996)
- Awtomobilist Karaganda (1998-2000)
- Junost Karaganda (2000-2002)
- Kazakmys Karaganda (2002-2006)
- Kazakmys Sätbajew (od 2006)

Pierwotnie klub został założony w mieście Karaganda w 1966 roku, gdzie istniał przez niespełna 40 lat. Od 1992 roku występował w lidze kazachskiej. W 2002 roku przemianowany na Kazakmys Karaganda. Występował wówczas w rosyjskich rozgrywkach Pierwaja Liga - zajął trzecie miejsce i uzyskał awans do Wysszaja Liga, w której zadebiutował w sezonie 2004/2005. W sezonie 2005/2006 zespół odniósł podwójny sukcesy zdobywając Mistrzostwo i Puchar Kazachstanu. Tuż po tym 20 czerwca 2006 został przeniesiony do miasta Sätbajew i od tego czasu funkcjonuje pod obecną nazwą. W sezonie 2007/2008 zdobył brązowy medal Wysszaja Liga jako pierwszy zespął kazachski w rosyjskich rozgrywkach. Od sezonu 2008/2009 ponownie grał w Pierwaja Liga. Ostatni sukces klubu to brązowy medal w Kazachstanie w 2009 roku. W lidze kazachskiej zespół występował do sezonu 2010/2011. Jego zawodnicy zostali przejęci przez nowy klub w mieście, Saryarka Karaganda.
Sponsorem klubu było przedsiębiorstwo, zajmujące się głównie wydobyciem miedzi, mające siedzibę w Londynie.

## Sukcesy
- Złoty medal mistrzostw Kazachstanu (1 raz): 2006 (Karaganda)
- Srebrny medal mistrzostw Kazachstanu (7 razy): 1993, 1994, 1996, 1999, 2003, 2005 (Karaganda), 2007 (Sätbajew)
- Brązowy medal mistrzostw Kazachstanu (3 razy): 1995, 2004 (Karaganda), 2009 (Sätbajew)
- Brązowy medal rosyjskiej wyższej ligi (1 raz): 2008 (Sätbajew)
- Puchar Kazachstanu (3 razy): 2005 (Karaganda), 2006, 2008 (Sätbajew)

## Zawodnicy
Wychowankiem Awtomobilista Karaganda jest Dimitrij Kotschnew. W klubie występowali m.in. Maksim Bielajew, Władimir Antipin, Jurij Karatajew, Gieorgij Giełaszwili, Jewgienij Błochin, Andriej Tarasienko (Karaganda) oraz Andriej Gawrilin, Anton Żdanow, Wadim Krasnosłobodcew, Jewgienij Moszkariow, Jewgienij Fadiejew, Ilja Sołariow, Roman Błahy, Artiemij Łakiza (Sätbajew).